# Marco Galdi
Marco Galdi (Cava de' Tirreni, 24 settembre 1880 – San Giuseppe Vesuviano, 15 maggio 1936) è stato un latinista, poeta e filologo italiano.

## Biografia
Diplomatosi al Liceo classico Torquato Tasso di Salerno nel 1899, divenne allievo di Enrico Cocchia all'Università di Napoli dove nel 1903 conseguì la laurea con una tesi su Cornelio Gallo e la critica virgiliana.
Pur essendo autodidatta in greco e tedesco, mise subito in evidenza doti di traduttore cimentandosi su testi di Gregorovius e Swinburne.
In parallelo con le pubblicazioni in prosa, compose anche in opere in versi in lingua latina e italiana che, passando da ricordi personali ad eventi locali, dalla lettura di articoli di riviste ad immagini pubblicitarie, danno flashback della società degli inizi del XX secolo.
Abilitato all'insegnamento nei ginnasi, nei primi anni fu attivo in vari istituti dell'Italia meridionale: Rossano 1905-1910 e dal 1911 a Cosenza, Benevento, Caserta e al Collegio militare di Napoli.
Nel 1924 ottenne la cattedra in Lingua e letteratura latina all'Istituto Superiore di Magistero di Messina.
Due anni dopo sostituì fino al 1930 il grecista Ettore Romagnoli all'Università di Pavia nell'insegnamento della letteratura greca.
Dal 1930 alla morte insegnò letteratura latina all'Università di Napoli.
Nel 1955, in suo onore, è stato istituito il Liceo Classico Statale Marco Galdi nella città di Cava de' Tirreni.

## Opere in prosa
(Marco Galdi, Ad novum marmoreum Altare - Virgini de Ulmo rite dedicatum, vv.15-18.)
- Cornelio Gallo e la critica virgiliana. Padova, Prosperini, 1905, pp. 154[4].
- Il sentimento della natura e della gloria nell'epistolario di Plinio il Giovane. Padova, Prosperini, 1905, pp. 48.
- Poemetto pompeiano di Ferdinando Gregorovius. traduzione e note di M. Galdi. Salerno, 1906, pp. 87
- De latinis Joannis Casae carminibus disputatio. Atti della reale Accademia di Archeologia, Lettere e Belle Arti, nuova serie, I (1908), pp. 113–147
- La lingua e lo stile del Ducas. Contributo allo studio della letteratura bizantina. Editore S. Morano, Napoli, 1910, pp. 72
- Corfù. Idillio ionico di Ferdinando Gregorovius. Traduzione dal tedesco di M. Galdi. Rivista abruzzese di Scienze, Lettere ed Arti, Teramo, 1912, pp. 68
- Varia latinitas, in Alma Roma, vol.1, (1914), pp. 91–129
- Una probabile fonte d'un luogo della "Caduta" del Parini. Editori Pierro e figlio, Napoli, 1915, pp. 7
- De clausolis apud Justinum. Editori Pierro e figlio, Napoli, 1915, pp. 35
- De poetica loquendi ratione apud Justinum, in Athenaeum, 4 (1916), pp. 161–167
- Ideali artistici e letterari della scuola neoterica in Roma, in Alma Roma, 4 (1917), pp. 90–103
- La patria delle "Selve" di Stazio. Rivista Abruzzese di Scienze, Lettere ed Arti, n.34 (1919), pp. 377–386
- Sull'autenticità dei vv.1-8 della Satira 1-10 di Orazio. Rivista Indo-Greco-Italica, 3/1-2 (1919), pp. 29–40
- Vindiciae Epitome Historiarum Philippicarum Pompei Trogi. Rivista Indo-Greco-Italica, 4/3-4 (1920), pp. 27–40
- Nuovo corso di grammatica latina. voll.1-5. Sansoni Editore, Firenze, 1921
- L'Epitome nella letteratura latina. Federico e Ardia librai editori, Napoli, 1922, pp. 415[5]
- Narrazioni scelte da Giustino con commento. Federico e Ardia librai editori, Napoli, 1923, pp. 83
- Aristotelis Ethica Nicomachea, testo greco, traduzione latina e note con un sommario di storia del pensiero greco, a cura di A. Aliotta e M. Galdi (Testi scolastici F. Perrella. La filosofia greca 1). Napoli-Genova-Firenze 1924, pp. 197
- Platonis Crito, testo greco, traduzione latina e note con un sommario di storia del pensiero greco, a cura di A. Aliotta e M. Galdi (Testi scolastici F. Perrella. La filosofia greca 2). Napoli-Genova-Firenze 1924, pp. 163
- Platonis Eutyphro, testo greco, traduzione latina e note con un sommario di storia del pensiero greco, a cura di A. Aliotta e M. Galdi (Testi scolastici F. Perrella. La filosofia greca 3). Napoli-Genova-Firenze 1924, pp. 191
- De Senecae "Naturales Quaestiones" q.i.l. varia judicandi ratione, in Rivista Indo-Greco-Italica, 8/1-2 pp. 65–82 e 3-4 pp. 9–21 (1924)
- Un poemetto maccheronico inedito sulla battaglia di Velletri (1744). Rondinella e Loffredo Editori, Napoli, 1925, pp. 70[6]
- La cattedra di letteratura latina nella R. Università di Napoli. Nuova Cultura, 5 (1925), pp. 5–55
- Florea latinitatis rura. Antologia per il ginnasio inferiore. Rondinella e Loffredo, Napoli, 1926, pp. 156
- De antiqua Virgilium interpretandi ratione, in Museon n.4 (1926), pp. 21–32 e 71-102
- Fantasia e realismo nella poesia di Virgilio, in Museon n.4 (1926), pp. 204–225
- Ideali artistici e letterari della scuola neoterica o novella in Roma. Nuove ricerche e considerazioni, in Museon n.5 (1927), pp. 90–103, 141-161 e 207-223
- M. Juniani Justini. Epitoma Historiarum Pompei Trogi. Recognovit, praefatus est, appendicem criticam adiecit Marcus Galdi accedunt prologi in Pompeium Trogum, ex officina Regia, I.B. Paraviae et soc. Augustae Taurinorum, Torino 1927, pp. 308[7]
- De Tertulliani "De cultu feminarum" et Cypriani "Ad virgines" libellis commentatio, in Raccolta di scritti in onore di Felice Ramorino Pubblicazioni dell'Università del Sacro Cuore, Serie 4 Scienze filologiche. Milano 1927, pp. 539–567
- L'intimo significato del commento foscoliano alla traduzione della "Chioma di Berenice", in Studi su Ugo Foscolo, nel primo centenario della morte del poeta, a cura della Regia Università di Pavia, 1927, pp. 37
- Ad quosdam scriptores latinos (observationum criticarum ramenta). Rivista Indo-Greco-Italica, 11/3-4 (1927), pp. 21–29
- Sulle Consolationes di Seneca (Note e appunti). Athenaeum 16 (1928), pp. 220–249
- Corso di lingua latina ad uso dei ginnasi, voll. 1-5, a cura di C. Giorni e M. Galdi. Sansoni Editore, Firenze 1929[8]
- Il carme di Marco poeta e l'apoteosi di S. Benedetto, in Antologia benedettina Rovigo 1929, pp. 137–179
- De Boethii carminibus quid iudicandum sit, in Athenaeum 17 (1929), pp. 363–386
- Il libro XII dell'Eneide, in Studi Virgiliani II (1930), pp. 283–325
- Scienza e mito in Igino, in "Atti dell'Accademia degli Arcadi" voll.V-VI 14 (1930), pp. 5–18
- Note all'"Elegia" di Arrigo da Settimello, in "Giornale Storico della Letteratura Italiana" 96 (1930), pp. 1–28
- Lirici greci commentati Perrella Editore, Roma 1931, pp. 134[9]
- P. Ovidio Nasone, Le Metamorfosi, ridotte e annotate da F. D'Ovidio. Passi scelti dai Fasti, annotazioni a cura di M. Galdi. Paravia, Torino 1931, pp. 386
- Giulio Secondo - articolo per l'Enciclopedia Treccani (ediz. 1933)[10]
- Lucio Anneo Floro - articolo per l'Enciclopedia Treccani (ediz. 1933)[11]
- Placido Lattanzio - articolo per l'Enciclopedia Treccani (ediz. 1933)[12]
- Emilio Macro - articolo per l'Enciclopedia Treccani (ediz. 1934)[13]
- Parodie di motivi nuziali nella letteratura latina, in "Atti dell'Accademia di Archeologia, Lettere e Belle Arti", nuova serie 13 (1933-1934), pp. 23–39[14]
- L'Antopodosis di Liutprando. Sue caratteristiche e suoclassicismo, in "Atti dell'Accademia di Archeologia, Lettere e Belle Arti", nuova serie 13 (1933-1934), pp. 103–126
- Gli Epitomatori di Livio, in "Studi Liviani", Roma 1934, pp. 237–272
- La letteratura latina dell'età imperiale (voce "Plinio il Giovane"), Cremonese Editore, Roma 1935, pp. 141–179
- Orazio. Carmi commentati con l'aggiunta degli Epodi Federico e Ardia Editori, Napoli 1938, pp. 338
- Scrittori cristiani. Passi scelti ad uso dei Licei e degli Istituti Magistrali, a cura di A. Aliotta e M. Galdi. Le Monnier, Firenze 1938, pp. 206
- Saggi boeziani (con note bibliografiche) U. Giardini Editore e Tipografo, Pisa 1938, pp. 306[15]

## Opere in versi
(Marco Galdi, Venatio cavensis, vv.1-4.)

### Latino
- Vesper (1898), in Carmina, pp. 30–31[16]
- Matris desiderium (1900), in Carmina, pp. 32–38[16]
- Venatio Cavensis, in Vox Urbis 4 (1901); riedito nel 1907 in Carmina pp. 4–5 con il titolo "Caccia ai colombi"[16]
- In turrem quae nomen a Saxo Sancto ducit (1906), in Otia Musarum p. 7; riedito nel 1937 in Carmina pp. 4–5 con il titolo "La torre della Pietrasanta"[16]
- Ioanni de Giacomo in Otia Musarum Roma, 1907, pp. 5–6
- In amoenissimum aeriumque locum - Vulgo Crocelle appellatum in Otia Musarum Roma, 1907, pp. 8–9
- In castrum Sancti Adiutoris - Quod Cavae Tyrrenorum extat  in Otia Musarum Roma, 1907, pp. 14–18
- Caritas - Dopo il terremoto di Messina, in Carmina p. 83[16][17]
- Eunus Syriacus - (sive servilis Ennae tumultus) - Carmen Marci Galdi in certamine poetico Hoeufftiano melioribus adnumeratum, anno MCMVIII Typis Cuggianii, Romae, 1908
- Triste diluculum, in Vox Urbis 12 (1909) p. 23
- In meas delicias (1910), in Carmina p. 40[16]
- In Cetariae reliquias, in Vox Urbis 13 (1910) p. 187
- Fortunae imperium praesidio virtutis frangitur. Elegia, in Vox Urbis 14 (1911) p. 87
- Ineunte vere (1913), in Carmina pp. 16–17[16]
- In Bacchanalia (Elegia), in Vox Urbis 16 (1913) p. 22-23
- Virtus prodiga vitae, in Alma Roma 3 (1916) pp. 159–160, 179-180 e 200
- Optatae palmae munus amica ferens (1919), in Carmina pp. 84–85[16]
- In Cavam urbem - Virgini deiparae - dicatam Cava, 1931, Editrice Di Mauro
- Ad novum marmoreum Altare - Virgini de Ulmo rite dedicatum, (manoscritto senza data), in Carmina 1937 pp. 17–18[16]
- Cornix in Capitolio elocuta, in Carmina 1937, pp. 59–68[16]
- Aloysio Lavitrano Episcopo - Cavam advenienti ut caritatis religionisque suavissimo ufficio fungatur ob tantam laetitiam effuso animo, in Carmina 1939, pp. 69–71[16]

### Italiano
- Al sole, 1895, in Carmina 1937, pp. 31–32[16]
- Distici giovanili, 1898, in Carmina, 1937, p. 30[16]
- Un canto aggiunto alla Divina Commedia, in Gazzetta di Benevento (1913) n. 47, pp. 45–46
- Al fratello che tornava dalla guerra e si fermava a Roma, 1917, in Carmina p. 85[16]
- Dopo la morte del fratello Raffaele, 1922, in Carmina, p. 53[16]
- L'ultimo distico, 1936, in Carmina, p. 121[16]
- Al Santo Pontefice Pio XI, 1937, in Carmina, pp. 68–69[16]